# Verschijning van de gekruisigde Christus voor de Heilige Begga
De Verschijning van de gekruisigde Christus voor de Heilige Begga is een tekening van Jan Claudius de Cock (1667-1735) uit 1701. Het betreft een ontwerptekening voor een schilderij dat plaats zou krijgen in de Begijnhofkerk te Lier.

## Iconografie
Op de tekening zien we Begga (615-693) afgebeeld als begijn. Begga was de dochter van Pepijn van Landen,  hofmeier van het Frankische koninkrijk Austrasië onder de Merovingischekoningen Chlotharius II, Dagobert I en Sigibert III. Haar blik wendt zich naar Christus aan het kruis die omringd wordt door engelen. De keuze voor deze thematiek heeft mogelijks te maken met het feit dat bij aanvang van de 17e eeuw Begga de plaats in neemt van de Heilige Catharina als patrones van het begijnhof.
Vooraan rechts op het tafereel zien we een groep engelen rondom het wapenschild van het hertogdom Brabant afgebeeld. Eén van de engelen houdt de kroon van Begga vast, alluderend naar haar positie als hertogin.
Op de achtergrond vinden we elementen terug uit de klassieke architectuur; zuilen uit de korintisch orde, het cassettenplafond en balusters. Deze elementen verwijzen mogelijk naar de gevel van het paleis waar ze jarenlang verbleef. Haar onthechting van het materiële wordt gesuggereerd door de omvergegooide kist waaruit waardevolle voorwerpen zoals een kroon, juwelen en andere verschijnen.

## Achtergrond
De tekening kwam tot stand nadat Maria Lans, grootjuffrouw van het begijnhof te Lier een geschilderd hoogaltaar voor de apsis van de Begijnhofkerk van Lier bestelde. Verschillende kunstenaars maakten een ontwerp om de opdracht binnen te halen, waaronder ook deze van Jan Claudius de Cock. Het zal uiteindelijk echter Jan Erasmus Quellinus worden die de opdracht mocht uitvoeren en in 1711 het werk uitvoerde. Beide ontwerpen hadden de heilige Begga die voor Jezus Christus verschijnt als thematiek en ook in de compositie zijn er weinig verschillen waar te nemen. Jan Claudius de Cock wilde zijn aanspraak op de opdracht in de verf zetten door het blad links onderaan met Joan. Claudius de Cock Statuarius et pictor/invenit et delineavit A D(omin)us 1707 te ondertekenen.  En noemde zich pictor (schilder) alhoewel hij gekend was als beeldhouwer, tekenaar en etser en nauwelijks als schilder. Tot op vandaag wordt het uiteindelijk schilderij zoals uitgevoerd door Quellinus bewaart in de Begijnhofkerk.

## Geschiedenis
In 2017 verwierf de Koning Boudewijnstichting via het Fonds Léon Courtin-Marcelle Bouché deze tekening waarna het in bruikleen werd toevertrouwd aan het Stedelijk Museum Wuyts-Van Campen en Baron Caroly te Lier. Hier wordt het werk publiek tentoongesteld als onderdeel van de vaste collectie.